# Томас Лаудон
Томас Лаудон (англ. Thomas Loudon, 1 вересня 1883 — 6 січня 1968) — канадський академічний веслувальник.
Срібний призер Олімпійських Ігор 1904 року в складі вісімки.